# Tracklista
A tracklista (angolul tracklist) szó lemezlovasok zsargonjából terjedt el az utóbbi években. Jelentése: „Az album dalai” vagy „A felvételek listája” vagy egyszerűen „A számok listája”. A magyarul nem egyértelműen (magyarosan vagy angolosan) ejthető első szótag, valamint a létező szép magyar kifejezések miatt használata - igényes szövegben - indokolatlan.